# Vodeno staklo
Vodeno staklo je naziv za amorfne, staklaste, u vodi topljive silikate alkalijskih metala (M), opće jednadžbe M2IO · (SiO2)x (gdje je x = 1 do 4). Važno je natrijevo i kalijevo vodeno staklo, koje sadrži smjesu natrijevih (Na2SiO3 i Na2Si2O5), odnosno kalijevih silikata (K2SiO3 i K2Si2O5). Dobivaju se taljenjem smjese vrlo čistoga kremena (SiO2) i natrijeva karbonata (kristalne ili 
kalcinirane sode, Na2CO3), odnosno kalijeva karbonata (potaše, K2CO3). Samljeveni proizvod taljenja dolazi u trgovinu kao očvrsnulo vodeno staklo, koje se nakon otapanja u vrućoj vodi pod tlakom upotrebljava u proizvodnji kitova otpornih na kiseline, sredstava za impregnaciju drva, za zaštitu od korozije i od požara, kao ljepilo i bjelilo u proizvodnji papira, kao vezivo za boje i lakove, u mikrobiologiji kao nadomjestak za agar, u ljevarstvu za očvršćivanje pješčanih kalupa i tako dalje. Dodatkom solne kiseline vodenomu staklu oslobađaju se silikatne kiseline s neodređenim udjelom vode i s različitim stupnjem polimerizacije, tako da otopina očvrsne u želatinoznu masu, a njezinim sušenjem nastaju granule silika-gela.